# Murray Upper National Park
Murray Upper National Park är en park i Australien. Den ligger i delstaten Queensland, omkring 1 300 kilometer nordväst om delstatshuvudstaden Brisbane. Murray Upper National Park ligger 144 meter över havet.
Runt Murray Upper National Park är det mycket glesbefolkat, med 4 invånare per kvadratkilometer..
I omgivningarna runt Murray Upper National Park växer i huvudsak städsegrön lövskog.  Genomsnittlig årsnederbörd är 1 260 millimeter. Den regnigaste månaden är februari, med i genomsnitt 317 mm nederbörd, och den torraste är september, med 6 mm nederbörd.